# كلستان (معاهدة)
معاهدة كلستان (بالأذرية: Gülüstan müqaviləsi) ،(بالروسية :Гюлистанский договор) ، (بالفارسية :عهدنامه گلستان)، هي معاهدة تمت في 24 تشرين الأول/ أكتوبر عام 1813 م بين روسيا القيصرية ومملكة القاجار في إيران ونتج عنها خروج مناطق كثيرة في منطقة القوقاز وأجزاء من سواحل بحر قزوين الغربية من سلطة إيران بشكل دائم.
سميت المعاهدة بهذا الاسم نسبة إلى مكان توقيع المعاهدة وهي قرية كلستان (جورانبوي) الأذرية والتي تقع في محافظة جورانبوي والواقعة غرب جمهورية أذربيجان.
أعد الدبلوماسي البريطاني السير غور أوسلي، الذي شغل منصب الوسيط وكان له تأثير كبير في البلاط الفارسي، نص المعاهدة. وقع عليه نيكولاي رتيشيف من الجانب الروسي والميرزا أبو الحسن خان شيرازي من الجانب الفارسي.
أدت المعاهدة إلى تنازل إيران بالقوة عن الجزء الأكبر من أراضيها القوقازية، وأسهمت مباشرةً في اندلاع الحرب التالية في القرن التاسع عشر، وهي الحرب الروسية الفارسية (1826-1828). وبموجب معاهدة تركمانجاي التي نجمت عن حرب 1826-1828، سُلخت آخر أراضي القوقاز عن إيران، والتي ضمت أرمينيا الحالية، وتبقى جزء أذربيجان المعاصرة في أيدي الإيرانيين. بحلول عام 1828، فقدت إيران، بموجب معاهدتي كلستان وتركمانجاي، جميع أراضيها المذكورة أعلاه في جنوب القوقاز وشمال القوقاز. كانت المنطقة الواقعة شمال نهر أراس، ومنها أراضي دول جورجيا، وأذربيجان، وأرمينيا، وجمهورية داغستان في شمال القوقاز المعاصرة، أراضي إيرانية حتى احتلتها روسيا في القرن التاسع عشر.
وكنتيجة وعاقبة مباشرة أخرى لمعاهدة كلستان مع معاهدة توتركمانجاي في عام 1828، أصبحت الأراضي الإيرانية السابقة جزءًا من روسيا لمدة 180 عامًا تقريبًا، باستثناء داغستان، التي ظلت ملكًا لروسيا منذ ذلك الحين. تشكلت من الجزء الأكبر من الإقليم، ثلاث دول منفصلة من خلال تفكك الاتحاد السوفياتي عام 1991، هي أذربيجان وجورجيا وأرمينيا. وأخيرًا وبنفس القدر من الأهمية، ونتيجة لفرض روسيا للمعاهدتين، فصلت بحسم الأذريين والطوالش منذ ذلك الحين بين البلدين.

## الخلفية والحرب الروسية الفارسية
كانت الإمبراطورية الروسية قد أدت اليمين الدستورية للتو للقيصر الجديد، ألكساندر الأول، عام 1801 وكانت الإمبراطورية حريصة جدًا على السيطرة على المناطق المجاورة إذ كان القيصر مصممًا على التوسع. قبل بضع سنوات في بلاد فارس، كان فتح علي شاه القاجاري قد أصبح الشاه الجديد بعد اغتيال عمه أغا محمد خان القاجاري عام 1797. تمكن آغا محمد خان خلال فترة حكمه من هزيمة وإعادة إخضاع جميع أعدائه وأتباعه الأفشاريين/الصفويين السابقين والرعايا في مناطق جورجيا وأرمينيا وجنوب داغستان وأذربيجان الحالية، وزعم أن هذه المناطق تملكها بلاد فارس شرعًا. استعاد السيطرة الكاملة على جورجيا الشرقية وداغستان وأرمينيا وأذربيجان، نتيجةً للأحداث التي وقعت قبل وأثناء وبعد معركة كرتسانيسي عام 1795. وبعد عدة سنوات، بعد اغتيال آغا محمد خان في شوشا ووفاة اراكلي الثاني، تدخلت روسيا واستغلت الفرصة لضم شرقي جورجيا، وسمحت بالسفر والتجارة بحرية بين هذه المناطق وروسيا، ما عزز مطالبها العامة بهذه الأرضي. كانت بلاد فارس تحاول التحالف مع فرنسا عام 1801 لتحسين موقفها في حال اندلاع الحرب مع روسيا، ولكن فشلت تلك المحاولات. ومن المفارقات، أنه رغم انخراط روسيا وبريطانيا في حروب نابليون، توسط فتح علي شاه لإبرام صفقة مع بريطانيا لتزويد بلاد فارس بدعم عسكري بالقوات البريطانية مقابل منع أي دولة أوروبية من دخول الهند. ومع التحالف، دخلت بلاد فارس في الحرب الروسية الفارسية الأولى ضد روسيا المحتلة عسكريًا سابقًا، والتي استثمرت بشدة في الحروب النابليونية.
رغم أن بلاد فارس دخلت الحرب أساسًا بهدف إعادة تأكيد سيطرتها على جورجيا وضمان حماية بقية حدودها الشمالية الغربية، فقد سمع فتح علي شاه عن الفظائع التي ارتكبها القادة الروس في جورجيا، وعن القادة الذين حكموا «من خلال الابتزاز الهائل وسوء الإدارة».
تمتعت القوات الفارسية بتقدم كبير خلال الحرب من الناحية العددية: بنسبة 5 إلى 1 على خصومهم الروس. ولكن، كانت القوات الفارسية متخلفة تكنولوجيًا ومدربة تدريبًا سيئًا- وهي مشكلة لم تعترف بها الحكومة الفارسية حتى وقت لاحق. ورغم هذه العيوب المعيقة، استمر القتال في شمال بلاد فارس وأذربيجان وفي مناطق جورجيا. كانت بلاد فارس غاضبة جدًا من روسيا فأعلنت الجهاد عليها، وطالبت شعبها بالتوحد لخوض الحرب ضدهم. كانت بلاد فارس تخسر الحرب في الواقع وطلبت مساعدة عسكرية ومالية من نابليون الفرنسي (كان لديهم تحالف فرنسي فارسي معه)، الذي وعد بتقديم الدعم الفرنسي لما يتعلق بطموحات إيران لاستعادة أراضي جورجيا المفقودة مؤخرًا، ولكن كانت علاقات فرنسا مع روسيا أهم بالنسبة لهم بعد أن وقع البلدان معاهدة تيلسيت عام 1807، ما أدى إلى مغادرة فرنسا بلاد فارس دون تقديم المساعدة. كانت معركة أسلاندوز في 31 أكتوبر 1812 نقطة تحول في الحرب، أدت إلى التدمير الكامل للجيش الفارسي، وبالتالي ترك فتح علي شاه دون أي خيار آخر سوى التوقيع على معاهدة كلستان.

## وفقاً لتاريخ إيران في كامبريدج
حتى عندما افتقر الحكام في الهضبة (الإيرانية) إلى وسائل التأثير على السيادة على ما بعد آراس، كانت الخانات المجاورة ما زالت تعتبر تبعيات لإيران. بطبيعة الحال، كانت هذه الخانات تقع بالقرب من مقاطعة أزربيجان التي شهدت محاولات متكررة لإعادة فرض السيادة الإيرانية وهي: خانات عريفان وناخشيفان وكاراباخ عبر نهر آراس، وخانات رابطة الدول المستقلة-آراس طاليش، التي كان مقرها الإداري في لنكاران وبالتالي كانت معرضة بشدة للهجوم، إما من اتجاه تبريز أو رشت. اعتبرت خانات كاراباخ، إلى جانب خان غانجا ووالي غورجستان (حاكم مملكة كارتلي-كاخيتي جنوب شرق جورجيا)، رغم كونها أصعب منالًا لأغراض فرض القسر، تابعة للشاه أيضًا، بالإضافة إلى خانات شاكي وشرفان، شمال نهر كورا. كانت الاتصالات بين إيران وخانات باكو وقبة أكثر هشاشة وتألفت أساسًا من روابط تجارية بحرية مع أنزالي ورشت. اعتمدت فعالية هذه التأكيدات العشوائية إلى حد ما على السيادة على قدرة شاه معين على إثبات إرادته، وعلى عزم سكان الخانات المحليين على التهرب من الالتزامات التي اعتبروها مرهقة.

## التقييم
حتى يومنا هذا، تعتبر إيران رسمياً هذه المعاهدة ومعاهدة تركمانجاي اللاحقة من أكثر المعاهدات التي وقعتها إذلالًا على الإطلاق. يعتبر الإيرانيون المعاهدة أيضًا السبب الرئيسي وراء اعتبار فتح علي شاه أحد أكثر حكام إيران عجزًا في الذاكرة. ويشير العلماء في أذربيجان إلى أن خانات كاراباخ، حيث وقعت المعاهدة، اتبعت سياسة خارجية مستقلة في وقت مبكر يعود إلى عام 1795، عندما حذر إبراهيم خليل خان، والي كاراباخ، السلطان سليم الثالث، خوفًا من استقلاله، من طموحات آغا محمد خان القاجري لإخضاع أذربيجان ثم كاراباخ وعريفان وجورجيا. وفي نفس العام، كتب محمد خان، حاكم عريفان، إلى السلطان ينبهه إلى «عدوان» الآغا محمد ويطلب الحماية العثمانية.
يصر المؤرخون الإمبراطوريون الروس على أن استحواذ روسيا على مناطق جنوب القوقاز خلص سكانها من الغزو الإيراني والعثماني المستمر، وأن الدول المسيحية في القوقاز تحررت من القمع الإسلامي، ما بشر بسنوات من السلام والاستقرار الاقتصادي النسبي.
كان الاتفاق الذي أبرمه فتح علي شاه مع بريطانيا من العناصر الحيوية لتوقيع المعاهدة. ومع هزيمتهم في الحرب الروسية الفارسية، أدرك الشاه أن هجومًا روسيًا آخر كان حتميًا تقريبًا. رأت بريطانيا أن الفرس لا يمكنهم الفوز بالحرب واستغلت ذلك لتعزيز شؤونها الخارجية. أنشأت بلاد فارس معاهدة التحالف الدفاعي عام 1812 مستفيدين من العلاقات الدبلوماسية الجديدة مع البريطانيين. تعهدت بريطانيا بموجب هذه المعاهدة بتقديم «تحالفًا دفاعيًا ضد الاعتداءات الروسية الجديدة». وكان للمعاهدة في الأساس شروط تنص على أن بلاد فارس ستدافع ضد دخول أي جيش أوروبي الهند (حيث تمركزت غالبية القوات البريطانية) وفي المقابل، ستوفر بريطانيا مساعدات عسكرية ومالية في حالة أي هجوم روسي آخر.